# Rabastens
Rabastens és un municipi francès, de la regió d'Occitània i del departament del Tarn.

## Demografia
| 1962                                       | 1968  | 1975  | 1982  | 1990  | 1999  | 2004  |
| ------------------------------------------ | ----- | ----- | ----- | ----- | ----- | ----- |
| 4.133                                      | 4.307 | 4.182 | 3.806 | 3.825 | 4.176 | 4.621 |
| Des de 1962: població sense dobles comptes |       |       |       |       |       |       |

## Administració
| Període   | Identitat              | Partit        |
| --------- | ---------------------- | ------------- |
| 1977-1983 | Fernand Fargues        |               |
| 1983-1989 | Jean Marty             |               |
| 1989-1995 | Fernand Fargues        |               |
| 1995-2002 | Alain Brest            | PS            |
| 2002-2004 | Michel Bressolles      | Divers gauche |
| 2004-2008 | André Coudé du Foresto | Divers droite |
| 2008-     | Alain Brest            | PS            |

## Llocs d'interès
- Catedral de Notre-Dame du Bourg, romànica del segle xiii.
- El Pigeonnier. Lloc de trobada i emblema de la comuna.

## Personatges cèlebres
- Louis Pierre de Chastenet, ministre de guerra
- Michel Lafon, editor
- Pelfort de Rabastens, cavaller faidit